# Federico Mayor Zaragoza
Federico Mayor Zaragoza (Barcelona, 21 de janeiro de 1934 – Madrid, 19 de dezembro de 2024) foi um político e farmacêutico espanhol. Ocupou o cargo de diretor-geral da Organização das Nações Unidas para a Educação, a Ciência e a Cultura (UNESCO), de 1987 a 1999.
Federico obteve o doutorado em farmácia da Universidade de Madri em 1958. Em 1963 ele tornou-se professor de bioquímica na Escola de Farmácia da Universidade de Granada e em 1968 foi eleito reitor da universidade, cargo que ocupou até 1972. No ano seguinte ele foi apontado para ser professor de bioquímica na Comunidade de Madri. Em 1974 fundou o Centro de Biologia Molecular Severo Ochoa.
Foi um dos nomes aventados para o Nobel da Paz em 2015, mas nunca foi distinguido com este prémio.

## Morte
Morreu em Madrid, em 19 de dezembro de 2024, aos 90 anos.